# 미드나이트☆드라마
미드나이트☆드라마(일본어: ミッドナイト☆ドラマ)는 WOWOW에서 방송되는 드라마 시간대이다.

## 작품 목록
《테얀데에Baby》
《후지코 F 후지오의 패러렐 스페이스》
《초인 우타다》
《셔킹-쩐의 달인-》
《SOIL 소일》
《두부 자매》
《TOKYO23~서바이벌 시티》
《셔킹II-운명의 보수-》
《인간 곤충기》
《도쿄23구 여자》
《폭두 타나카》